# 皮卡喬希爾斯 (新墨西哥州)
皮卡喬希爾斯（英語：Picacho Hills）是位於美國新墨西哥州唐娜安娜縣的普查規定居民點。

## 人口
根據2020年美國人口普查的數據，皮卡喬希爾斯的面積為8.39平方千米，皆為陸地。當地共有人口1864人，而人口密度為每平方千米222.17人。